# Gran Premio Industria e Artigianato 1994
Il Gran Premio Industria e Artigianato 1994, ventottesima edizione della corsa e diciottesima con questa denominazione, si svolse il 1º maggio su un percorso di 210 km, con partenza e arrivo a Larciano. Fu vinto dall'italiano Francesco Casagrande della Mercatone Uno-Medeghin davanti al danese Bjarne Riis e all'italiano Andrea Ferrigato.

## Ordine d'arrivo (Top 10)
| Pos. | Corridore            | Squadra                 | Tempo    |
| ---- | -------------------- | ----------------------- | -------- |
| 1    | Francesco Casagrande | Mercatone Uno-Medeghin  | 5h41'30" |
| 2    | Bjarne Riis          | Gewiss-Ballan           |          |
| 3    | Andrea Ferrigato     | ZG Mobili-Selle Italia  |          |
| 4    | Marco Pantani        | Carrera Jeans-Tassoni   |          |
| 5    | Nelson Rodríguez     | ZG Mobili-Selle Italia  |          |
| 6    | Simone Borgheresi    | Amore & Vita-Galatron   |          |
| 7    | Claudio Chiappucci   | Carrera Jeans-Tassoni   |          |
| 8    | Bruno Cenghialta     | Gewiss-Ballan           |          |
| 9    | Michele Bartoli      | Mercatone Uno-Medeghini |          |
| 10   | Gianni Faresin       | Lampre-Panaria          |          |